# アダムス・ファミリー (1991年の映画)
『アダムス・ファミリー』（The Addams Family）は、チャールズ・アダムスが創作した同名のカートゥーン『アダムス・ファミリー』を原作とした1991年のアメリカ映画。ホラー、コメディ映画。続編に『アダムス・ファミリー2』がある。主人公のアダムス夫妻をアンジェリカ・ヒューストン、ラウル・ジュリアが演じ、クリスティーナ・リッチ、クリストファー・ロイドなどが出演した。

## 概要
アニメ版、ドラマ版で人気を呼んだ『アダムス・ファミリー』の初の映画化である。
監督には本作がデビュー作であるバリー・ソネンフェルドが抜擢された。巨額の制作費が投じられ、当時最新のCG技術や早回しが使われ、箱から飛び出して活発に動き回るハンドや、一家のアクロバットシーンなど描かれている。当時のアメコミ界は「リアルな世界観」に移行する時期にあたっており、本作もその影響下にある。全編がゴシック様式で描かれ、アダムス家の内部をはじめ地下の大空間、墓地、舞踏会場等、現実とフィクションの間を狙ったような画面作りが特徴。
またキャスティングに難行したが最終的に、ゴメズ役に『蜘蛛女のキス』でゴールデングローブ賞のノミネートを受けたラウル・ジュリアがキャスティングされ、本作のファンであると公言していたクリストファー・ロイドがフェスター役に、『ハード・ウェイ』で注目を集めたクリスティーナ・リッチがウェンズデー役にキャスティングされた。また本編にはドラマ版で登場したゲストキャラクター達がパーティシーンで大量に登場する。

## ストーリー
とある街に、一軒の不気味な巨大屋敷があった。住人のアダムス一家は当主・ゴメズを始め、魔女の血を引くモーティシア夫人、ウェンズデーとパグズリーの姉弟、夫人の実母・グラニー、使用人のラーチそして手だけしかないハンドの7人暮らし。傍から見れば不気味で暗く陰鬱な雰囲気漂う一家だが、これが日常であり常識。膨大な資産を持つ彼らは何不自由なく幸せに暮らしていた。だがゴメズは、25年前に失踪したアダムス家の長男である兄・フェスターの行方を一人案じ続けていた。
一方アダムス家の顧問弁護士であるタリー・アルフォードは長年に渡る高利貸しへの借金の返済のため、アダムス家に何かと事業に誘い込むが悉く却下される。高利貸しのクレイブン夫人に追い詰められたアルフォードは、彼女の息子・ゴードンがフェスターに生き写しな事に気付くと、ゴードンをフェスターに変装させアダムス家の財産を強奪させる計画を持ちかけた。そして降霊会の儀式の際に見事にアダムス家をだまし、ゴードンはまんまと潜入に成功する。
ゴードンはフェスターになりきろうとするが、一家の一員であれば知っているはずのことを知らないというボロが出始めてしまい、ちぐはぐな会話が続いて疑われる。しかし、ゴードンはアダムス家と生活して行くうち、子供達を始め不気味だが心優しい一家に対して次第に心を開いていった。そして意地汚い母親に認められようと必死だった自分に気付き、過去の記憶に疑問を抱いて行く。だがゴードンはクレイブン夫人に「今夜にでも金庫破りをする」と会話するところを娘のウェンズデーに聞かれてしまい、全てが露見してしまう。一方パーティの席でアルフォードはアダムス家の財産の相続権は長男のフェスターにある事を知り、日ごろからゴメズに嫌がらせを受けていた隣人のウォーマック判事をけしかけアダムス家をまんまと乗っ取る計画に出る。ゴードンたちに追われて墓地に逃げるウェンズデー。彼女の姿が見えないことを心配したアダムス一家が総出で彼女を捜すうち、アルフォードとアビゲイルによって裁判所の差止命令が出たと、屋敷から締め出されてしまった。
ゴメズは裁判で決着をつけようとするが、一家の財産はニセのフェスターに渡る判決が出て引っ越す羽目に。夢を失ったゴメズを見かねてモーティシアはアダムス邸に向かうが、あえなく捕まってしまう。ハンドの知らせを受けたゴメズは愛する妻を救出するため屋敷へ戻り、アルフォードを追い詰めるもののクレイブン夫人の逆襲に遭う。だが夫人はゴードンがアダムス夫妻を庇ったことが気に入らず、思わず「ダメ息子め、アンタなんか拾わなけりゃよかった」と罵ってしまう。
激怒したゴードンは書棚にあった本“ハリケーン・アイリーンの悪夢”を開いて嵐を巻き起こし、アルフォードとクレイブン夫人は直接墓穴までふっ飛ばされ二人姉弟によって埋葬されるのだった。ゴードンも嵐に巻き込まれるが、頭部に受けた稲妻のショックで失っていた記憶を取り戻す。実は彼は本物のフェスターで、記憶を失っている間にクレイブン夫人の養子となっていたのだ。こうしてアダムス一家は再び邸に戻る。街はハロウィンで沸き返っていた……

## 出演
- モーティシア・アダムス：アンジェリカ・ヒューストン
- ゴメズ・アダムス：ラウル・ジュリア
- ウェンズデー・アダムス：クリスティーナ・リッチ
- パグズリー・アダムス：ジミー・ワークマン
- グラニー・アダムス：ジュディス・マリナ
- フェスター・アダムス/ゴードン・クレイブン：クリストファー・ロイド
- マーガレット・アルフォード：ダナ・アイヴィ
- ラーチ（執事）：カレル・ストルイケン
- タリー・アルフォード（弁護士）：ダン・ヘダヤ
- ウォーマック判事：ポール・ベネディクト
- アビゲイル・クレイブン/Dr.グレタ・ピンダーシュロス：エリザベス・ウィルソン
- カズン・イット：ジョン・フランクリン
- フローラ・アモール：モーリーン・スー・レヴィン
- ファウナ・アモール：ダーリーン・レヴィン
- スーザン・フランクリン（教師）：リーラ・アイビー
- デクスター・アダムス（結合双生児の双子の男）：ダグラス・ブライアン・マーティン
- ドナルド・アダムス（結合双生児の双子の男）：スティーブン・M・マーティン
- ランピー・アダムス（ラーチのいとこ）：ライアン・ホウリハン
- オフィーリア・アダムス（蝋燭を持って踊る女性）：アレグラ・ケント
- ハンド（Thing）：クリストファー・ハート
- サリー・ジェシー・ラファエル：本人役
- ガールスカウト：メルセデス・マクナブ

字幕翻訳：稲田嵯裕里（DVD、Blu-ray）、鈴木恵美（プレミアムシネマ版）

## 日本語吹替
| 役名                         | 俳優                             | ソフト版   | 日本テレビ版 |
| ---------------------------- | -------------------------------- | ---------- | ------------ |
| モーティシア・アダムス       | アンジェリカ・ヒューストン       | 高島雅羅   | 沢田敏子     |
| ゴメズ・アダムス             | ラウル・ジュリア                 | 玄田哲章   | 池田勝       |
| ウェンズデー・アダムス       | クリスティーナ・リッチ           | 近藤玲子   | 小林優子     |
| パグズリー・アダムス         | ジミー・ワークマン               | 大谷育江   | 亀井芳子     |
| グラニー・アダムス           | ジュディス・マリナ               | 京田尚子   | 京田尚子     |
| フェスター・アダムス         | クリストファー・ロイド           | 麦人       | 青野武       |
| マーガレット                 | ダナ・アイヴィ                   | 沢田敏子   | 一城みゆ希   |
| ピンダーシュロス             | エリザベス・ウィルソン           | 谷育子     | 今井和子     |
| タリー・アルフォード         | ダン・ヘダヤ                     | 青野武     | 辻親八       |
| ウォーマック（検事）         | ポール・ベネディクト             | 水野龍司   | 大木民夫     |
| フローラ・アモール           | モーリーン・スー・レヴィン       | さとうあい | 磯辺万沙子   |
| ファウナ・アモール           | ダーリーン・レヴィン             | さとうあい | 磯辺万沙子   |
| サリー・ジェシー・ラファエル |                                  | さとうあい | 磯辺万沙子   |
| ガールスカウト               | メルセデス・マクナブ             | 矢島晶子   | 大谷育江     |
| ファーキンス                 | レラ・アイヴィー                 | 叶木翔子   | 岡村明美     |
| 役人                         | ケイト・マクレガー＝スチュワート | 野沢由香里 | 達依久子     |

- ソフト版 - 演出：蕨南勝之、翻訳：石田泰子、調整：兼子芳博、プロデュース：吉岡美惠子／木村純子／島田尚美、制作：ACクリエイト株式会社
- 日本テレビ版 - 初放送1995年10月13日 『金曜ロードショー』（本編約91分）
演出：伊達康将、翻訳：岩佐幸子、調整：荒井孝、効果：サウンドボックス、担当：神部宗之／菊地由香、制作：東北新社

## スタッフ
- 監督 - バリー・ソネンフェルド
- 製作 - スコット・ルーディン
- 製作総指揮 - グレアム・プレイス
- キャラクター創造 - チャールズ・アダムス
- 脚本 - キャロライン・トンプソン、ラリー・ウィルソン
- 撮影 - オーウェン・ロイズマン
- 音楽 - マーク・シャイマン
- 主題歌 - M.C.ハマー『Addams Groove』
- 配給 - コロンビア ピクチャーズ

## 受賞
| 映画祭・賞             | 部門                                    | 候補                                        | 結果       |
| ---------------------- | --------------------------------------- | ------------------------------------------- | ---------- |
| アカデミー賞           | 衣裳デザイン賞                          | ルース・マイヤーズ                          | ノミネート |
| ゴールデングローブ賞   | 主演女優賞 (ミュージカル・コメディ部門) | アンジェリカ・ヒューストン                  | ノミネート |
| ゴールデンラズベリー賞 | 最低主題歌賞                            | M.C.ハマー "Addams Groove"                  | 受賞       |
| MTVムービー・アワード  | キス賞                                  | ラウル・ジュリア アンジェリカ・ヒューストン | ノミネート |
| MTVムービー・アワード  | 歌曲賞                                  | M.C.ハマー "Addams Groove"                  | ノミネート |

## 地上波放送履歴
| 回数  | テレビ局   | 番組名             | 放送日         | 吹替版       |
| ----- | ---------- | ------------------ | -------------- | ------------ |
| 初回  | 日本テレビ | 金曜ロードショー   | 1995年10月13日 | 日本テレビ版 |
| 2回目 | フジテレビ | ゴールデン洋画劇場 | 1999年5月15日  | 日本テレビ版 |
| 3回目 | 日本テレビ | 金曜ロードショー   | 2022年9月30日  | 日本テレビ版 |